# Almáchar
Almáchar és un municipi d'Andalusia, a la província de Màlaga. Està situat en un petit turó entre els rius El Borge i Almáchar.

## Economia
La seva economia es basa en l'agricultura, amb una superfície de cultius herbacis de 79 hectàrees (principalment mongeta tendra amb 20 hectàrees) i una superfície de cultius llenyosos de 930 hectàrees (principalment alvocat amb 250 hectàrees i vinyers de raïm per a passes amb 297 hectàrees).